# Автомобильные дороги Литвы
Автомобильные дороги Литвы — дороги, предназначенные для движения автомобильного транспорта на территории Литвы. Государственные дороги делятся на магистральные (лит. magistraliniai), региональные (лит. krašto) и районные (лит. rajoniniai). Негосударственные дороги (улицы, дороги местного значения, подъездные пути) принадлежат самоуправлениям.

## История

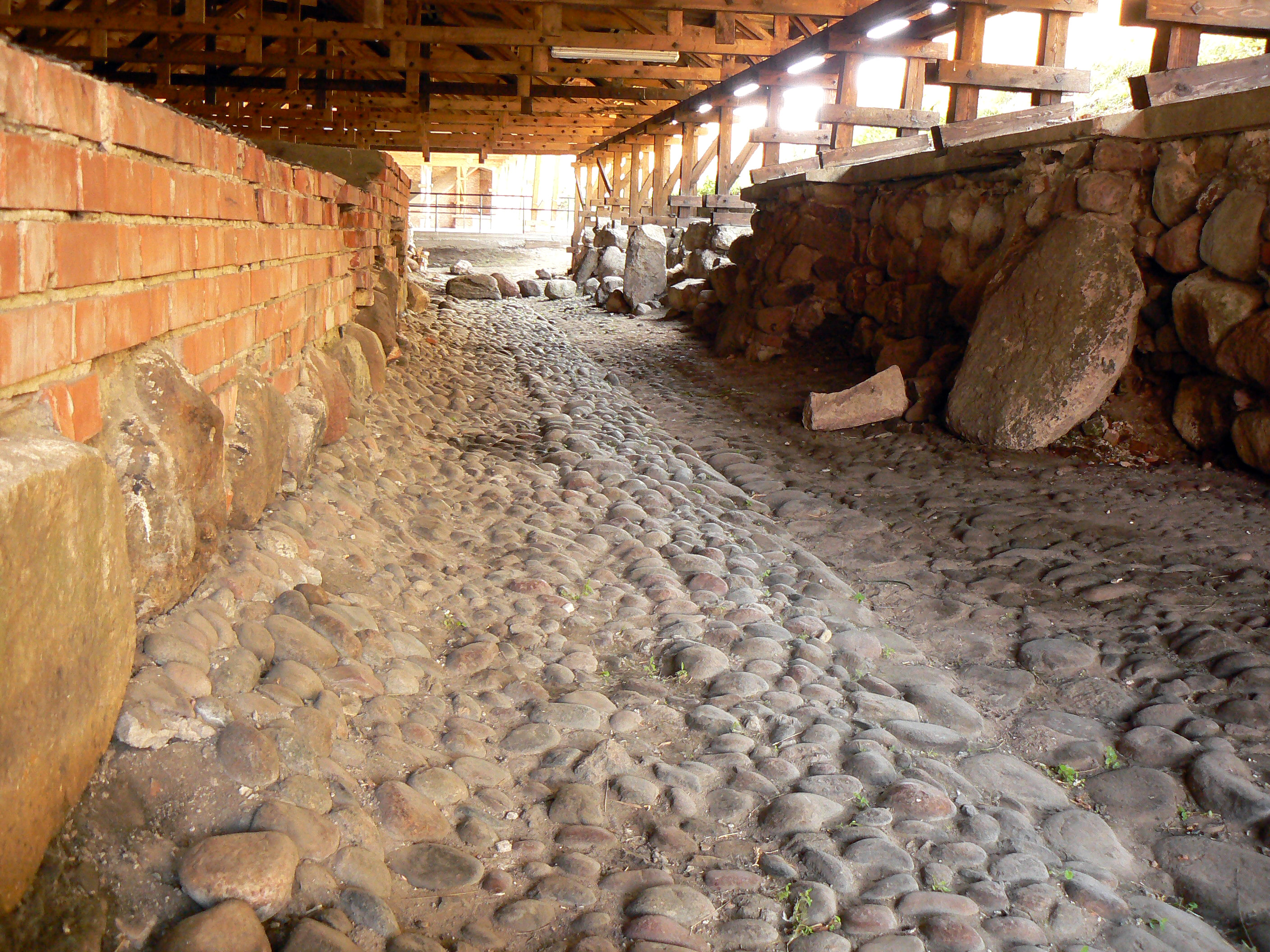
Дорога у Клайпедского замка XVI в.

Одной из первых дорог Литвы считается дорога у Клайпедского замка, построенная в XVI веке. В 2006 году протяжённость всех автодорог составляла 21320 км, из них 1748 км — автомагистрали (в том числе 309 км — автобаны), 4946 км — национальные автодороги, 14625 км — прочие дороги. Истории дорог и автомобилестроения Литвы посвящён Литовский дорожный музей. В 2019 году общая протяженность автострад в Литве составляет 365.83 км. Максимально допустимая скорость составляет 130 км/ч (летом) и 110 км/ч (зимой). Литва — единственное государство Балтии с автострадами. Литва в 2018 году заняла 37-е место в мире по качеству дорог в рейтинге Индекса глобальной конкурентоспособности, ежегодно составляемом экспертами Всемирного экономического форума. Самое высокое место в странах Балтии. К 2022 году планируется реконструкция оставшегося 40.23 км участка автомагистрали А5 (между Мариямполе и границы с Польшей) до стандартов автострады и соединение её с Польской автомагистралью S61.

## Классификация

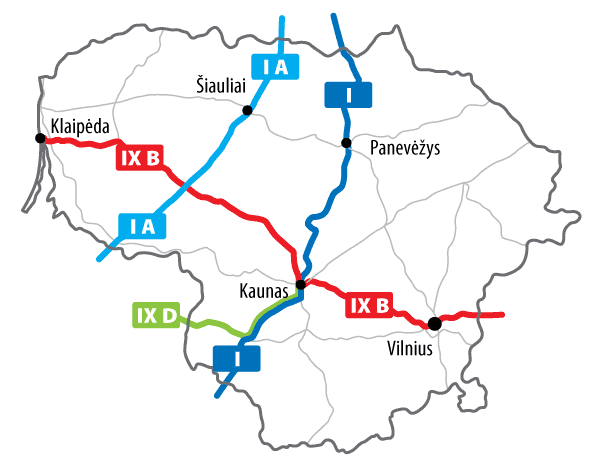
Схема Коридоров Европейской сети дорог Литвы

В Литве дороги классифицируются на:
- Коридоры Европейской сети дорог;
- Дороги E категории;
- Магистральные (лит. magistraliniai keliai);
- Региональные (лит. krašto keliai);
- Районные (лит. rajoniniai keliai).

## Типы покрытий дорог

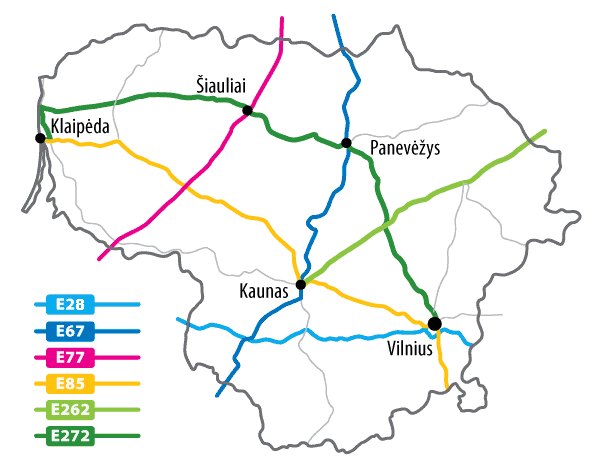
Дороги Е-категории

- Дороги Е-категорииАсфальт; (13 584,389 км)[2]
- Железобетон; (72,46 км)[2]
- Гравий (песок). (7 604,084 км)[2]